# Legal Tribune Online
Legal Tribune Online (LTO) ist ein journalistisch gestaltetes Onlinemagazin zu rechtlichen Themen, das der Verlag Wolters Kluwer Deutschland herausgibt.

## Geschichte
Im April 2010 begann Legal Tribune Online eine Kooperation mit Spiegel Online, bei der Inhalte von beiden Seiten gegenseitig eingebunden wurden und Spiegel QC die Werbevermarktung von Legal Tribune Online übernahm. Zum 1. März 2012 wurde die Kooperation beendet. Im Juni 2018 startete mit LTO Jobmatch ein Jobvermittlungsangebot für Juristen.

## Inhalte
Legal Tribune Online ist unterteilt in die Rubriken „Aktuelles“, „Kanzleien & Unternehmen“, „Anwaltsberuf“ und „Justiz“. Schwerpunkte der Berichterstattung sind Themen aus Recht, Justiz und der Rechtsanwaltschaft. Das redaktionelle Angebot umfasst aktuelle Nachrichten, Hintergrundartikel und Analysen von juristischen Fachautoren, Servicethemen für juristische Berufe, ein rechtliches Feuilleton und eine werktägliche Presseschau zu Rechtsthemen.

## Verbreitung
Legal Tribune Online lag im November 2010 im Visit-Ranking auf Platz 16 der Onlineangebote aller Mitgliedsverlage des Vereins Deutsche Fachpresse, im Januar 2012 auf Platz 18. Im Januar 2016 belegte Legal Tribune Online Platz 15 der Online-Fachmedien. Bis März 2017 verbesserte sich LTO mit monatlich über 900.000 Seitenaufrufen in der Bewertung auf Platz 13. 2023 lag die Reichweite von LTO und LTO-Karriere im Durchschnitt bei 2,9 Millionen Seitenaufrufen.

## Auszeichnungen
- 2011: Fachmedium des Jahres der Deutschen Fachpresse in den Kategorien „Recht/Wirtschaft/Steuern“ und „Beste Neugründung“[8]
- 2023: Stevie Awards in der Kategorie „Recht“[9]